# Betaproteobacteria
I Betaproteobacteria (conosciuti anche come Beta Proteobacteria o β-bacteria)sono una classe di batteri Gram-negativi e una delle otto classi del phylum Pseudomonadota (sinonimo Proteobacteria).

## Metabolismo
La classe dei Betaproteobacteria comprende oltre 75 generi e 400 specie e rappresentano un’ampia varietà di strategie metaboliche e occupano ambienti diversi, che vanno dai patogeni che vivono all’interno degli organismi ospiti agli ecosistemi oligotrofici delle acque sotterranee. Mentre la maggior parte dei membri dei Betaproteobacteria sono eterotrofi, ricavando sia il carbonio che energia da fonti organiche, alcuni sono fotoeterotrofi, ricavando energia dalla luce e carbonio da fonti organiche. Altri generi sono autotrofi, ottenendo carbonio dal bicarbonato o dall'anidride carbonica ed energia da ioni inorganici ridotti come nitrito, ammonio, tiosolfato o solfuro, molti di questi litoautotrofi.
I Betaproteobacteria sono economicamente importanti con ruoli nel mantenimento del pH del suolo e nel ciclo elementare. Alcune specie di Betaproteobacteria sono utilizzati industrialmente per rimuovere il nitrato dalle acque reflue mediante denitrificazione mentre altre che sono diazotrofi, il che significa che possono fissare l’azoto molecolare dall’aria come fonte di azoto per la crescita, sono utilizzati nel settore agricolo in quanto mezzo principale per l’aumento dei livelli di ammonio nei terreni senza dover ricorrere alle piante leguminose.

## Filogenesi
I Betaproteobacteria sono una delle otto classi che compongono gli Pseudomonadota e sono strettamente imparentati con i Gammaproteobacteria, gli Acidithiobacillia e gli Hydrogenophilalia con i quali costituisce un taxon precedentemente chiamato "Chromatibacteria".
Attualmente sono riconosciuti quattro ordini di Betaproteobacteria: Burkholderiales, Neisseriales, Nitrosomonadales e Rhodocyclales.
L'ordine dei Procabacteriales è stato proposto anche per gli Acanthamoeba, ma visto che al momento non possono essere coltivati in coltura e gli studi sono molto limitati, il nome non è mai stato pubblicato validamente ed effettivamente e quindi non è altro che un soprannome senza alcuna base nella nomenclatura.
Nel 2017 è stata pubblicata un'ampia riclassificazione delle famiglie e degli ordini della classe basata su un'analisi polifasica (comprese l'analisi del gene 16S dell'rRNA e l'analisi del concatamero della proteina ribosomiale 53 proteine utilizzando il sistema di tipizzazione della sequenza MLST), che ha rimosso l'ordine 'Hydrogenophilales dalla classe e iintroducendone un'altra, gli Hydrogenophilalia. Lo stesso studio ha anche fuso il precedente ordine Methylophilales con quello Nitrosomonadales.

## Malattie correlate
Alcune specie di Betaproteobacteria possono causare malattie in vari organismi eucarioti, compreso l'uomo. Ad esempio la Neisseria gonorrhoeae e la Neisseria meningitidis causano rispettivamente la gonorrea e la meningite mentre la Bordetella pertussis causa la pertosse. Altri membri della classe infettano le piante come la Ralstonia solanacearum che causa l'avvizzimento batterico di oltre 250 specie di piante, la Burkholderia cepacia che causa la putrefazione dei bulbi delle cipolle e la Xylophilus ampelinus che provoca la necrosi della vite.